# A-001
A-001 — 8-й старт по программе Аполлон, второй запуск ракеты-носителя Литл Джо-2, состоялся 13 мая 1964 года.

## Цель полета
Старт A-001 был вторым в ряду испытаний системы аварийного спасения (САС), призванных подтвердить её способность увести командный модуль на безопасное расстояние от аварийной ракеты-носителя. В отличие от полета PA-1, в котором система аварийного спасения срабатывала на уровне земли, здесь планировалось испытать САС при высоком аэродинамическом напоре на участке выведения с околозвуковой скоростью.
Это был второй запуск ракеты-носителя Литл Джо-2, специально разработанной для испытаний САС. На Литл Джо-2 стояли семь твердотопливных двигателей — один Алгол, работавший около 42 секунд, и шесть двигателей, запускавшихся спустя приблизительно 1,5 секунды после старта. Космический корабль оснащался САС и состоял из картонных макетов командного и служебного модулей.

## Полет
Слишком сильный ветер вызвал 24-часовую отсрочку запуска. Ракета успешно стартовала 13 мая 1964 года, в 5:59:59.7 утра местного времени (12:59:59.7 UTC). С земли была выдана команда на аварийное прекращение работы ракеты-носителя (взрыв двигателя Алгол), сработали двигатели САС, командный модуль отделился от обслуживающего модуля.
Командный модуль получил повреждения в кормовой части из-за повторного контакта с ракетой-носителем после отделения. Приблизительно через 44 секунды САС отлетела на достаточное расстояние от командного модуля.
Командный модуль находился в полёте 350,2 секунды и поднялся на высоту 9,1 км. Приземление на парашютах с высоты 6,8 км прошло успешно, несмотря на то, что строп одного из трех основных парашютов перетерся о надстройку на командном модуле. Парашют отделился, командный модуль спускался на двух оставшихся парашютах с повышенной скоростью (от 9,1 до 7,9 м/с вместо 7,3 м/с).
За исключением отказа парашюта, были выполнены все поставленные перед полетом задачи.